# Deportivo Azogues
Deportivo Azogues is een voetbalclub uit Azogues, Ecuador. De club is een van de jongste teams in de Ecuadoraanse competitie en werd pas in 2005 opgericht. Tot onvrede van de burgemeester van Azogues had de provincie Cañar geen vertegenwoordigend elftal in de competitie en hij besloot begin 2005 Deportivo Azogues op te richten. Als clubkleuren werden de kleuren van de stad gekozen en de Braziliaan Janio Pinto werd aangesteld als eerste trainer. Binnen twee jaar wist de club door te dringen tot de Serie A van de Ecuadoraanse competitie.

## Stadion
Deportivo Azogues maakte het eerste jaar van haar bestaan gebruik van het stadion Estadio Federativo, met een capaciteit van 3400 toeschouwers. Dit stadion voldeed echter niet aan de normen om gebruikt te worden in de serie B, dus na de promotie moest er een andere oplossing gezocht worden. Het leegstaande en wegkwijnende Estadio Jorge Andrade Cantos werd opgeknapt tot een volwaardig stadion voor 10.000 bezoekers en werd in 2006 opnieuw in gebruik genomen.

## Erelijst
- Serie B (1)

2006 [A]
Deportivo Azogues is de eerste club in Ecuador die op rij in alle lagere divisies van de Ecuadoraanse profcompetitie wist te promoveren.